# Къща музей „Тодор Каблешков“
Ка̀блешкова къ̀ща е възрожденска къща в Копривщица, паметник на културата. В нея се помещава музей „Тодор Каблешков“.
Построена е през 1845 г. от майстор Генчо Младенов за дядото на Тодор Каблешков. През 1954 г. в нея се помещава къща музей „Тодор Каблешков“.
Къщата е един от най-завършените примери на необароковата архитектура в Българското възраждане. Представлява двуетажен малък дворец със симетричен план и овални помещения, стълбища, стени, еркери и тавани. Последователно се редуват колонният входен портик със симетрична двураменна стълба, долен салон със симетрична овална стълба в дъното му, горен овален салон, шест стаи и кьошк. Горният овален салон е покрит с дървен псевдокупол, който е декориран с дърворезби. В кьошкът е остъклен и в него са поставени пейки за сядане. Таванът му е богато декориран. Мебелировката е вградена, а в обширните пространства са разположени мебели, които са внос от Виена.
След погрома на Априлското въстание, къщата на Каблешкова не само била разграбена, ами били изтрошени стъклата на прозорците, керемидите, саксиите с цветята и цветята в градината били изкопани.
Музеят се стопанисва от Дирекция на музеите в града.